# 道の駅桃山天下市
道の駅桃山天下市（みちのえき ももやまてんかいち）は、佐賀県唐津市鎮西町にある国道204号の道の駅である。

## 施設
- 駐車場
  - 普通車 - 94台
  - 大型車 - 9台
  - 身体障がい者用 - 7台
- トイレ
  - 男 - 11器
  - 女 - 9器
  - 身体障がい者用：2器
- 公衆電話
- 公衆FAX
- 物産館
  - 観光案内所 - 9:00～17:00
- 和食処 桃山亭海舟 - 11:00～15:00 - ラストオーダー14:00 - 毎週月曜日が定休日[1]
- 農産物直売所 - 7:30～18:00 - 年3回ほど月曜日に臨時休業日
- 水産物直売所 - 毎週火曜日が定休日
- 実演販売所 - 11:00～18:00
- いきいき工房 - 8:00～17:00

## 休館日
- 1月1日 ～ 1月3日 （店舗によって異なる）

## アクセス
- 国道204号 - 登録路線
  - 佐賀県道23号唐津呼子線
  - 佐賀県道310号名護屋港線

## 周辺
- 名護屋城跡[2]
- 佐賀県立名護屋城博物館
- 広沢寺[3]
- 立神岩 [4]
- 七ツ釜
- 波戸岬
- 唐津市玄海海中展望塔